# Thallarcha lochaga
Thallarcha lochaga là một loài bướm đêm thuộc phân họ Arctiinae, họ Erebidae.